# Маннапов, Альфир Габдуллович
Альфир Габдуллович Маннапов (род. 24 февраля 1954, Башкирия) — российский и башкирский учёный-биолог. Доктор биологических наук (1999), профессор (1999).
С 2010 года заведует кафедрой аквакультуры и пчеловодства РГАУ-МСХА им. К. А. Тимирязева, в 2006—2010 гг. там же — заведующий кафедрой пчеловодства, а в 1991—96 и 2000—2006 гг. — заведующий кафедрой пчеловодства Башкирского государственного аграрного университета (БГАУ).
Почётный работник высшего профессионального образования Российской Федерации (2013). Заслуженный деятель науки Республики Башкортостан (2003).

## Биография
Родился в селе Старые Богады Будзякского района Башкирской АССР.
В 1979 году с отличием окончил зооинженерный факультет Башкирского сельскохозяйственного института (ныне — Башкирский государственный аграрный университет) со специализацией по пчеловодству. Работал на кафедре пчеловодства и зоологии до 1981 г. и в 1986—2006 гг., пройдя путь от мастера производственного обучения до заведующего кафедрой (в 1991—1996 гг. и с 2000 г.), а также являлся председателем диссертационного совета при БГАУ.
В 1981—1985 годах — ассистент кафедры гистологии в Казанском ветеринарном институте. С 1986 по 1991 год по совместительству работал в Башкирскм ГМУ.
В 1985 году защитил кандидатскую диссертацию, в 1999 году — докторскую (научный консультантт Ш. М. Омаров) в ВГНКИ в Москве, изучил в ней влияние биологически активного продукта пчеловодства прополиса в составе вакцины на становление механизмов иммунной защиты, микробиоценоза кишечника при колибактериозе и его профилактике. В 1992 году прошел стажировку по специальности в Великобритании.
С 2010 года — заведующий кафедрой аквакультуры и пчеловодства РГАУ-МСХА им. К. А. Тимирязева (до 2013 г. — кафедра пчеловодства и рыбоводства, создана в 2010 году объединением кафедр пчеловодства и аквакультуры), в 2006—2010 гг. заведовал там же кафедрой пчеловодства.
С 1998 года — член Координационного совета секции пчеловодства РАН при НИИ пчеловодства. С 2007 г. эксперт по вопросам испытания и охраны селекционных достижений Минсельхоза РФ.
В 2012 году избран президентом Национальной ассоциации пчеловодов и переработчиков пчелопродукции (НАПиППП) РФ.
Входил в состав общественного совета при Министерстве сельского хозяйства Российской Федерации.
Академик Международной академии аграрного образования (2010).
Член четырёх докторских диссертационных советов: три в РГАУ — МСХА имени К. А. Тимирязева и один — в Башкирском ГАУ. При возглавляемой в БГАУ кафедре А. Г. Маннапов создал докторантуру. Под его руководством защищено 9 докторских и 29 кандидатских диссертаций.
В 2000 году в Башкирском ГАУ организовал и провел Международную научно-практическую конференцию «Апитерапия сегодня — с биологической аптекой пчел в 21 век».
Награждён Почётными грамотами Министерства образования и науки Российской Федерации (2001) и Министерства сельского хозяйства Российской Федерации (2010).
Супруга — доктор биологических наук Р. Т. Маннапова (род. 1955).
Автор более 600 работ, в том числе 15 учебников, 4 монографий, имеет 5 изобретений.
- Маннапов А.Г., Сулим Н.И. Терминология в апитерапии // Апитерапия сегодня: Материалы XIV Всероссийской научно-практической конференции «Успехи апитерапии» (Рыбное, 28 — 30.05.2009): Сб. науч. ст. Рыбное, 2009.